# Yannick Cadalen
Yannick Cadalen (1988) es un deportista francés que compitió en duatlón.
Ganó dos medallas de plata en el Campeonato Mundial de Duatlón de Larga Distancia, en los años 2014 y 2018, y dos medallas de bronce en el Campeonato Europeo de Duatlón de Larga Distancia, en los años 2014 y 2016.

## Palmarés internacional
| Campeonato Mundial | Campeonato Mundial               | Campeonato Mundial | Campeonato Mundial |
| Año                | Lugar                            | Medalla            | Prueba             |
| ------------------ | -------------------------------- | ------------------ | ------------------ |
| 2014               | Zofingen (Suiza)                 | Medalla de plata   | Individual         |
| 2018               | Zofingen (Suiza)                 | Medalla de plata   | Individual         |
| Campeonato Europeo |                                  |                    |                    |
| Año                | Lugar                            | Medalla            | Prueba             |
| 2014               | Horst aan de Maas (Países Bajos) | Medalla de bronce  | Individual         |
| 2016               | Copenhague (Dinamarca)           | Medalla de bronce  | Individual         |